# Femte franska republiken
Femte republiken (franska: Cinquième République) i Frankrike är landets nuvarande statsform. Den bildades 4 oktober 1958 med Charles de Gaulle i ledningen och en ny konstitution som framarbetades av de Gaulle själv antogs av en folkomröstning 28 september 1958. Femte republiken är en presidentiell republik. 

## Bakgrund
Frankrike behövde en stark ledare och de Gaulle ställde som villkor för att anta ledarskapet efter Pierre Pflimlin att konstitutionen ändrades så att Frankrikes president fick större makt. Exempelvis säger den sextonde paragrafen i konstitutionen att presidenten vid situationer som vederbörande bedömer vara av yttersta kris har rätt att ta all makt i Frankrike och inrätta en provisorisk diktatur, där presidenten i så fall kontrollerar även fransk press och television. Den paragrafen har emellertid endast utnyttjats en gång, 1961 under Generalkuppen i Alger. Det franska statsskicket är idag urtypen för ett så kallat semi-presidentiellt system vilket kombinerar en folkvald president med avsevärda befogenheter och en regering som svarar inför och kan avsättas av parlamentet, enligt parlamentarismens princip. Presidenten har rätt att upplösa nationalförsamlingen och hålla nyval. Om presidenten och majoriteten i nationalförsamlingen är av samma färg så är det presidenten som fastställer inrikespolitiken och statsministern verkställer. Presidenten kan byta statsminister under sin mandat. Under början av femte republiken hölls presidentval vart sjunde år och parlamentsval vart femte år, vilket betyder att presidenten kunde hamna i en situation där majoriteten i nationalförsamlingen var av en annan inriktning. Men ända sedan år 2000 har presidentval och parlamentsval synkroniserats, vilket betyder att presidenten alltid har en majoritet i nationalförsamlingen. 
Charles de Gaulle förblev Frankrikes president ända fram till 1969. Under denna tid skedde en rask avveckling av det Franska imperiet, bland annat uppnådde Algeriet självständighet år 1962. De Gaulle drev också igenom Frankrikes utträde ur NATO:s direkta militära samarbete 1966 och genomförde en uppbyggnad av en självständig kärnvapenstyrka, Force de frappe. Mot slutet av 1960-talet ökade det folkliga missnöjet med regimen de Gaulle och under 1968-69 ägde omfattande kravaller rum i bland annat Paris; se Majrevolten.
Sju år efter bildandet av den femte republiken genomfördes det första franska presidentvalet genom direkt val under 1900-talet, ett val som de Gaulle vann med 55 % av rösterna mot vänsterns kandidat François Mitterrand (som senare kom att väljas till president på 1980-talet).
Under den efterföljande tiden växte missnöjet med de Gaulles utrikespolitik och den gaullistiska patriarkala samhällssynen vilket ledde till studentrevolten i maj 1968 med dess krav på större sexuell frigörelse och ett slut på Vietnamkriget. Samtidigt utbröt en storstrejk och de Gaulle förlorade temporärt kontrollen över landet och tvingades vid ett tillfälle bege sig till Baden-Baden för att försäkra sig om arméns stöd om det skulle bli nödvändigt för att upprätthålla ordningen. Valen i juni 1968 innebar en gaullistisk majoritet i parlamentet men händelser under 1968 innebar ändå en viktig omorientering av det franska samhället med större frihet för individen och mindre social kontroll, både på arbetsplatserna och i privatlivet.
Charles de Gaulle avgick som Frankrikes president i april 1969 efter att ha lidit nederlag i en folkomröstning om ökat regionalt självstyre. 
Frankrikes ledare är fortfarande måna om att vårda landets historia och oberoende, men har alltmer kommit att knyta Frankrikes utveckling till EU. Mitterrands presidenttid innebar en fokusering på den europeiska integrationen och med liten marginal godkände landets medborgare Maastrichtavtalet 1992.
Jacques Chirac, som tidigare varit Paris borgmästare och Frankrikes premiärminister, tillträdde som president den 17 maj 1995 efter att ha drivit en valkampanj som fokuserade på den kroniskt höga arbetslösheten. Kort därefter kom inrikespolitiken istället att handla om den åtstramning och de ekonomiska reformer som krävdes för att Frankrike skulle uppfylla Maastrichtavtalets konvergenskrav för medlemskap i EMU. Strejkerna i slutet av 1995, föranledda av den förda politiken, var de mest omfattande på åtminstone ett decennium.
Utrikespolitiskt hamnade Chirac snabbt i blåsväder efter att ha genomfört kärnvapenprov i Stilla havet men har därefter vid flera tillfällen sänt fredsbevarande styrkor till olika delar av världen och understött Daytonavtalet som undertecknades i Paris 1995. NATO och EU har länge haft ett mycket starkt stöd i Frankrike.
Socialisten François Hollande tog i maj 2012 över som Frankrikes president efter Nicolas Sarkozy. Hans konservativa företrädare Sarkozy kom till makten 2007 efter Chirac. Hollande blev 2017 den första president under den femte republiken som inte ställde upp för återval.
I maj 2017 segrade den 39-årige obundna mittenpolitikern Emmanuel Macron i presidentvalet och han blev Frankrikes nya president. Hans motkandidat i valet var högerpopulisten Marine Le Pen. I juni 2017 fick president Emmanuel Macrons parti egen majoritet medan socialistpartiet närmast försvann. Macrons nya parti La République En Marche, LREM, fick 308 av de 577 platserna i parlamentet. Socialistiska partiet (PS) led ett historiskt nederlag med bara 29 platser mot 280 under förra mandatperioden.
Emmanuel Macron tog en klar seger i Frankrikes presidentval 2022. Macron var den första franska presidenten på 20 år att bli återvald. 

## Om namnet
Frankrike tillhör tillsammans med Danmark Europas äldsta nu existerande nationer. Ingen vet exakt när Frankrike som sådant uppstod (men romarna kallade området Gallien). Frankrike har, så vitt man vet, varit ett kungarike
från nationens uppkomst. Den franska revolutionen (1789-1799) skulle ändra på detta. Likaså revolutionsåren 1830 och 1848, fransktyska kriget 1870-71 samt andra världskriget. Den femte franska republiken är namnet på Frankrikes nuvarande författning eller konstitution. Ordningstalet härstammar från historien enligt följande:
- före 1793, kungarike
- 1793–1804, första franska republiken (sedan kung Ludvig XVI avrättats)
- 1804–1814 och 1815, kejsardöme, första kejsardömet under Napoleon)
- 1814 och 1815–1830, kungarike under Bourbonska restaurationen
- 1830–1848, kungarike under den så kallade julimonarkin
- 1848–1852, andra franska republiken under president Louis Napoleon Bonaparte, brorson till Napoleon
- 1852–1870, andra kejsardömet under Napoleon III, det vill säga den före detta presidenten. Kejsardömet varade till och med dennes för Frankrike förödande krig mot Preussen där andra tyska länder indrogs och enades.
- 1870–1940, tredje franska republiken
- 1940–1942, Frankrike uppdelat i Vichyfrankrike och direkt nazitysk ockupation
- 1942–1944, hela Frankrike under nazitysk ockupation
- 1944, Frankrike befrias juni till oktober
- 1944–1946, temporärt styrelseskick
- 1946–1958, fjärde franska republiken
- från 4 oktober 1958, femte republiken med en stark presidentmakt

## Källhänvisningar
Den här artikeln är helt eller delvis baserad på material från engelskspråkiga Wikipedia, France, 30 mars 2015.
Den här artikeln är helt eller delvis baserad på material från engelskspråkiga Wikipedia, French Fifth Republic, 2 mars 2015.